# Валтазар Богишић
Валтазар Богишић (Балтазар, Балдо; Цавтат, 20. децембар 1834 — Ријека, 24. април 1908) био је српски историчар права, министар правде Црне Горе, професор, правник. Био је активни радник Уједињене омладине српске и представник Српског националног покрета у Дубровнику. Валтазар Богишић створио је изреку „Што се грбо роди, вријеме не исправи“. Стекао је широко образовање, био је полиглота и члан многих научних друштава и академија. Био је изабран да састави Општи имовински законик за Књажевину Црну Гору, на којем је радио шеснаест година са прекидима.

## Биографија
Његов деда доселио се у Цавтат из Конавала, где се породица Богишића бавила привредом и трговином. Основно образовање је стекао у свом родном месту, посебно у приватној школи поморског капетана А. Казијарија. Нико Велики Пушић му је набавио и аустријски програм за полагање гимназијске матуре. Био је упознат са радовима Грима, Караџића, Кукуљевића, као и са модерном италијанском и француском литературом.
Помажући оцу и деди, одлазио је уместо њих у суд где је дошао у додир са правом. Пошто је једини у свом крају научио ћирилицу, ангажовали су га да чита писма које су турске власти у Требињу слале у Цавтат.
Након што је стекао солидно класично образовање, превео је одломак Agricolae vita из Тацита за наградни конкурс који је расписао гроф Лукша Гучетић, на којем је освојио друго место. Истовремено је сакупљао српске народне песме и приповетке. Тражио је да се у италијанској Енциклопедији, издаваној у Торину, исправи чланак о Београду, па је сам написао нови чланак за који му је податке дао Матија Бан.
Кренуо је на студије када је имао двадесет четири године. У Венецији је успео да, за нешто више од годину дана, заврши лицеј и положи матуру, а 1860. године се уписао на Правни факултет у Бечу. Поред права, студирао је и историју, а предавања је слушао и у Минхену, Берлину, Гисену и Паризу. За време свог кратког боравка у Паризу, био је један од потписника телеграма који су српски студенти у Паризу упутили Ј.Ј. Штросмајеру 20. априла 1861. године. Подржавао је његову иницијативу и предузете мере за оснивање Југословенске академије наука у Загребу.
У августу 1862. године, положио је усмени докторски испит у Гисену. Убрзо након тога, одбранио је и своју докторску дисертацију ‘‘О узроцима пораза немачке војске у Хуситском рату’’. У њему се знатно ослањао на чувену ’’Историју Чешке’’ Палацког. Богишић затим наставља правне студије у Бечу, где је докторирао код Штајна две године касније. Његов трећи докторат је био из државног права. Њега је одбранио 1868. године у Одеси.
Године 1863. постављен је за сарадника у Бечу као специјалиста за њен словенски део. Тиме почиње његов период аустријског службовања, који ће трајати седам година, до краја 1869. године. Службовао је пет година у Бечу, а скоро две године као виши царски службеник за Војну крајину. После положених испита, промовисан је у Бечу 1864. године за доктора права.
Иако је рођен у Цавтату, Валтазар Богишић је био везан за српски народ. О томе најбоље сведочи чињеница да је у Новом Саду, 1866. године, основао политички покрет назван „Уједињена омладина српска“, док је у Дубровнику био члан „Србокатоличког покрета“, а на Цетињу „Дружине за ослобађање и уједињење српско“.
На оснивачкој скупштини „Уједињене омладине српске“ утврђени су основни циљеви тог покрета: свеколики напредак Срба, одгајање свести о славној прошлости и утврђивање заједнице братства уз паролу: „Српство све и свуда“. Организација је окупљала младе и образоване Србе, међу којима су, поред њега, били и Светозар Милетић, Никола Пашић, Марко Миљанов Поповић и Лазар Томановић.
Богишић се без икаквих резерви изјашњавао као Србин. Уз изучавање правних наука, највећи део живота посветио је неговању српске традиције и сећању на славну историју средњовековне Србије. Црну Гору је сматрао најчистијом српском земљом, као и Конавле из којих су дошли његови преци. Да се Валтазар Богишић изјашњавао као Србин, потврдио је и хрватски академик Ненад Векарић из Завода за историјске знаменитости у Дубровнику, у свом чланку “Порекло Балда Богишића” (Hereditas rervm croaticarvm ad honorem, 2003).
Плашећи се утицаја “Уједињене омладине српске” на простору Хабзбуршке монархије, Беч доноси одлуку да забрани ту организацију. Исту одлуку донела је и кнежевина Србија, под аустријским притиском. Након тога су вође тог покрета преместили ову организацију из Новог Сада у Црну Гору, на Цетиње. На иницијативу Марка Миљанова и књаза Николе, са којим је Богишић имао однос великог уважавања и пријатељства, године 1871. на Цетињу је основана „Дружина за ослобађање и уједињење српско“.
Године 1868. постављен је за школског надзорника у банатско-сремској Војној крајини, са седиштем прво у Темишвару, а касније у Петроварадину. Примио је 1869. године позив универзитета у Кијеву и Одеси за професора словенских права. Универзитет у Одеси одликовао га је почасном дипломом доктора honoris causa за јавно право. Богишић је отишао у Одесу и 1870. године одржао своје прво предавање. У Одеси је наставио рад око сакупљања народних обичаја, па је путовао по Кавказу да би се упознао с обичајима тамошњег народа јер је веровао да се они подударају са обичајима Јужних Словена. Године 1872. позвао га је кнез Никола, да изради Општи имовински законик за Црну Гору. Овај Законик представља један од најзначајнијих законика који је регулисао имовинско право. Богишић се томе позиву одазвао јер је то била и жеља цара Александра II. Године 1874. отишао је из Одесе у Париз, да изради нацрт закона, који је 25. марта 1888. године проглашен као грађански законик за књажевину Црну Гору са законском снагом од 1. јула 1888. године. Богишић је приступио исписивању правних норми заснованих на обичајним правилима и модерним установама грађанског права. Из обичајног права је узимао само оно што је задовољавало животне потребе и било укорењено у народу. Нешто је обликовао и мењао према потребама живота, док је застареле обичаје изостављао. Рад на том законику обуставио је на кратко време, кад је био, за време руско-турског рата, придодан руској цивилној канцеларији, ради састава пројекта за судску организацију у Бугарској. Године 1877. вратио се на свој посао у Париз. Рад на Законику је трајао шеснаест година и писан је народним језиком. После завршеног посла на законику, отишао је 1888. године у Русију да среди свој службени однос, а кад му је одобрена пензија, напустио је професуру у Одеси. Године 1893. понудио му је књаз Никола место министра правде како би вршио надзор над спровођењем новог законика у пракси и да предложи потребне измене. Богишић је прихватио понуду, израдио неке поправке у законику, а друго издање законика проглашено је као закон 14. јануара 1898. године. Богишић је био министар до 22. новембра 1899. године. Вратио се у Париз, где се посветио свом научном раду. Преминуо је у Ријеци, кад је полазио за Цавтат.
Изабран је за редовног члана Српске краљевске академије 23. јануара 1888. године.
О његовом законику је Милош Д. Луковић написао књигу Богишићев законик (2009).

## Научни рад
Богишић је сврстао своје радове у пет група:
1. Радови о обичајном праву
2. Радови с погледом на издавање правних текстова
3. Монографија о правној политици
4. О породици и наследству
5. Идеје о систематизацији права и о општим правним питањима, с применом.[12]

По свом научном уверењу, Богишић је био присталица Савињијеве историјскоправне школе и на њега је нарочитог утицаја имао G. Puchta са својим делом Das Gewohnheitsrecht (1828). У његовом научном и законодавном раду, водила га је стално мисао да је народно право оно добро право, да ваља сакупљати и испитивати народне правне обичаје и на њима засновати цео законодавни рад. Тој је идеји посветио цео свој живот и показао је практички, основом црногорског Имовинског Законика, колико је његова претпоставка тачна. Још као чиновник дворске библиотеке, Богишић је у расправи О важности сакупљања народних правних обичаја код Словена упозорио колику важност дају други народи својим правним обичајима, а како је мало код нас у том правцу урађено и поред тога што имамо толико материјала. Ту Богишић највише говори о породичном праву. Богишић је написао Начин за описивање правних обичаја који у народу живе, састављен из низа питања, на која би код сакупљања народних правних обичаја требало одговорити. Тај упитник био је основ за рад око Зборника садашњих правних обичаја код Јужних Словена, који је Богишић у издањима Југословенске Академије објавио 1874. године У том Зборнику, Богишић је саопштио одговоре на питања из разних јужнословенских крајева. Ту је сакупљен изврстан материјал за народно јужнословенско право, тако да је тај Богишићев рад наишао на одличан пријем у ширим и у научним круговима. Богишића је нарочито занимало породично право, на које се односи расправа Главне црте породичног права у старом Дубровнику. У свом првом предавању, које је одржао у Одеси 1870, а које је објављено под насловом О научној разработкје историји славјанскаго права, изјављује да је присталица историјске Савињијеве школе о постанку и животу права и упозорава како је потребно да законодавац познаје народне обичаје, народни живот, уверење и потребе. Према Богишићевом мишљењу, историјска школа свој задатак није извршила јер није исправним начином испитивала и обрађивала предмет. Богишић препоручује компаративан метод, основан на унутрашњој вези правних института и норми. Правне народне обичаје треба сакупљати, спојити их с обичајима других народа и онда их употребити.
Иако је Богишићева пажња била посвећена обичајном праву, он није занемарио ни писано право и објавио је у издањима Југословенске Академије Писани закони на Словенском Југу 1872. године, где саопштава, у облику библиографског нацрта, изабране законодавне и правне споменике из тог подручја објашњавајући их пригодним напоменама. Године 1877. штампао је своју расправу Станак, где је приказао тај важни институт међународних односа. Касније је објавио важну расправу De la forme dite Inokosna de la famille rurale chez les Serbes et les Croates (Revue de Droit international et de législation comparée, 1884), у којој је изнео своје мишљење о задрузи, доказујући да није оправдано гледати у задрузи и у сеоској инокосној породици две врсте породичне организације јер је то исти тип сељачке породице.
Правни живот старог Дубровника увек је занимао Богишића, те је 1894. године у Nouvelle Revue historique de droit français et étranger описао дубровачке правне књиге. Године 1904. издао је, заједно с К. Јиречеком Liber statutorum civitatis Ragusii compositus a. Много се бавио нашом правном терминологијом, те је о томе више пута писао.
Богишићев допринос је велики и у области фолклористике. Он је објавио збирку старијих записа народне поезије - бугарштица и десетерачких песама које су сачуване у различитим рукописима, а пореклом су од разних сакупљача из прве половине 18. века из Дубровника.
Богишић се и својим животом и својим делима знатно издигао изнад своје културне средине и осигурао је себи место не само у словенском, него и у страном научном свету. Он је прихватио и заступао у целом свом раду идеју о ваљаности народног права. Та идеја је највише била прихваћена у јужнословенским крајевима. Богишић се одликовао дубоким и проницљивим умом, великом ерудицијом и образованошћу и научном акрибијом.
Босанска вила је писала о њему, а др Лујо Бакотић, правни стручњак, родом из Сења, саставио је 1940. године "Споменицу Валтазара Богишића" са библиографијом радова, свог земљака Далматинца.

### Општи имовински законик
Посебно место у Богишићевом раду заузима његов пројект за Имовински Законик. Богишић је у свом послу узимао у обзир у првом реду наше народне обичаје, али је такође брижљиво проучавао и грађанско законодавство других народа. Циљ, који је био постављен, да се „главна пажња скрене на народне појмове о правди, на обичаје, предања и на живе потребе српског народа“ (Указ књаза Николе од 25. марта 1888. године), Богишић је својим радом потпуно постигао. Законик обухвата само имовинско право у ужем смислу, без породичног и наследног права јер се ти делови права налазе још у претходном, развојном стадијуму. Законик је у целини синтеза настојања, да се правни народни обичаји доведу у склад с модерним потребама, те је све удешено према практичним сврхама, које одговарају посебним приликама земље. Ради нових путева и погледа, којима је Богишић у том свом раду пошао, обратио је цели културни свет велику пажњу тој новој кодификацији и њеном аутору.
Рад на изради Законика је трајао шеснаест година. Чим је стигао у Црну Гору, Богишић је спроводио анкете и обилазио народ како би боље разумео њихове обичаје. Интензивно је проучавао правну теорију и законодавство, вршио је консултације са најугледнијим европским правницима, проучавао је рад комисија за израду немачког грађанског законика и студирао је енглески правни систем. Богишић је сматрао да Законик мора бити јасан и лако разумљив како би народ схватио смисао и циљ законика и онда га без потешкоћа примењивао. Где год је било могуће додата је и нека пословица, односно и новим правилима је даван ритам пословица. Уз друге квалитете, језик и стил Општег имовинског законика донели су том законику и његовом творцу славу и посебно место међу законицима на словенском Југу. Рад на изради Законика прекидан је и другим пословима. Објавио је већи број научних радова, написао је нацрт закона о правној организацији устаничке владе у Херцеговини 1875. године и био је придодат руском главном штабу са задатком да, поред осталог, ради и на организовању судства у ослобођеним крајевима. На фронту је боравио више месеци, па је то време искористио за прикупљање бугарских правних обичаја.
Општи имовински законик за Црну Гору био је објављен 1888. године. Након завршетка овог Законика, вратио се у Париз и посветио се свом научном раду. После непуне четири године, вратио се у Црну Гору као њен министар правде. Свој повратак је искористио за праћење примене Законика у пракси, као и за издавање већег броја законодавних аката, за разна научна истраживања и за припрему другог издања Законика.
Општи имовински законик је, до 1998. године, објављиван шест пута. Објављена су три издања, од којих су прва два дело Богишића, у књажевини, а затим у краљевини Црној Гори. Треће издање је било проглашено пет година после Богишићеве смрти, 1913. године и штампано је на Цетињу. Оно се подудара са другим издањем, а незнатније разлике се састоје у усклађивању текста са новим статусом Црне Горе као краљевине и са новом новчаном валутом. Законик је поново издат 1928. године у Београду у издању Геце Кона, а пети пут је одштампан у књизи ’’Зборник грађанских законика старе Југославије’’. Шесто издање је фототипско здање Законика са оригинала из 1888. године.

### Чланци и студије
1. Напутак за описивање правнијех обичаја који у народу живи - овај чланак је преписан из часописа Књижевник из 1866. године. Помоћу њега можемо имати увид у идеје и методологије Богишићевог рада на обичајном праву. Овај чланак је био део предговора књиге ’’Грађа у одговорима из различитих крајева словенског југа’’.
2. О облику названом инокоштина у сеоској породици Срба и Хрвата - у овом чанку, Богишић је писао о породичном праву и објављен је 1902. године заједно са његовом студијом ’’О положају породице и наслеђа у нашем правном систему’’
3. Десетина судских записа из Паштровића - ова студија је објављена пред крај његовог живота у београдском часопису ’’Архив за правне друштвене науке бр. 5 и 6’’ 1960. године.[19]